# Halmopota villosa
Halmopota villosa är en tvåvingeart som beskrevs av Becker 1907. Halmopota villosa ingår i släktet Halmopota och familjen vattenflugor. Inga underarter finns listade i Catalogue of Life.